# Hanyeo
Hanyeo (하녀?, lett. "La domestica") è un film sud coreano del 1960 scritto, prodotto e diretto da Kim Ki-young.
Il film è il primo capitolo di una trilogia di cui fanno parte (diretti sempre da Kim Ki-young) Hwanyeo del 1970 e Hwanyeo '82.
Nel 2010 invece ne è stato girato un remake intitolato The Housemaid.
La pellicola è stata descritta come una delle migliori della storia del cinema coreano.

## Trama

Una scena.

Dong-sik Kim, un insegnante di musica, si trasferisce insieme alla moglie incinta ed i due figli in una nuova casa, ancora in corso di ristrutturazione. L'imminente gravidanza e la difficoltà della moglie di badare alla casa convincono l'uomo a cercare una domestica che si occupi delle faccende di casa. Viene così assunta una giovane ragazza, apparentemente innocua e sottomessa, che prende servizio fin dall'inizio in casa del professore. Ma la domestica non è affatto quel che sembra, in quanto incline alla violenza e determinata a conquistare Dong-sik. Dopo averlo sedotto passando una notte con lui, la donna annuncia ai Kim di aspettare un bambino; la moglie, sconvolta per l'infedeltà del marito e spaventata dallo scandalo che si verrebbe a creare, la spinge giù dalle scale, facendole perdere la gravidanza. In seguito all'accaduto, la domestica sprofonda totalmente nella follia, covando dentro di sé il desiderio di vendicarsi; la sua presenza, con il passare del tempo, si fa maligna e porta lentamente allo sfacelo la famiglia Kim, instaurando un autentico clima di terrore all'interno della casa.

## Produzione
Il film si basa su una storia vera, accaduta a Geumcheon. La struttura narrativa del film doveva essere temporalmente lineare, ma il regista ne rimase insoddisfatto e decise di inserire la scena iniziale e quella finale allo scopo di confondere la realtà con la finzione.